# Zagórz
Zagórz è un comune urbano-rurale polacco del distretto di Sanok, nel voivodato della Precarpazia.
Ricopre una superficie di 160,05 km² e nel 2004 contava 12 658 abitanti.